# Ydre interkostal
Ydre interkostalmuskler,  eller ydre interkostaler (Intercostales externi) er elleve muskler på hver side.